# 15. Armee (Wehrmacht)
Die 15. Armee / Armeeoberkommando 15 (AOK 15) war eine Kommandobehörde des Heeres der Wehrmacht während des Zweiten Weltkrieges. Sie war Oberkommando jeweils wechselnder Armeekorps sowie zahlreicher Spezialtruppen.

## Geschichte
Die 15. Armee wurde am 15. Januar 1941 in Frankreich unter Generaloberst Curt Haase aufgestellt. Von 1941 bis 1944 sicherte sie die Kanalküste in Belgien und Nordfrankreich am Atlantikwall. Ihr Hauptquartier bezog sie in Tourcoing bei Lille. Die Armeestärke betrug 230.000 Soldaten.
Ab September 1942 begannen die Deutschen umfangreiche Baumaßnahmen, nachdem Tourcoing bombardiert worden war und es einen alliierten Probe-Landungsversuch in Dieppe (Operation Jubilee) gegeben hatte. Teile des Hauptquartiers sind heute ein Museum.
Am 5. Juni 1944 um 21 Uhr 15 empfingen die Deutschen auf Radio Londres das ihnen bekannte Signal, das der französischen Résistance signalisierte, dass eine Invasion – die Landung in der Normandie – kurz bevorstand. Die Résistance begann darauf mit Sabotageakten an Infrastruktur, z. B. Telegraphenmasten.
Nach der Landung der Alliierten am 6. Juni 1944 verteidigte die 15. Armee Le Havre, Boulogne, Calais und Dünkirchen.
Nach der Befreiung von Paris am 26. August 1944 gelang den Alliierten ein schneller Vormarsch; deutsche Einheiten zogen sich überstürzt (oft unter Zurücklassung schwerer Waffen und anderer Ausrüstungsteile) zurück.
Von Mitte September bis Anfang November 1944 kämpfte sie zwischen Schelde und Maas (Schlacht an der Scheldemündung) sowie bei Eindhoven. Die 1. Sicherungs-Division unter der Führung von Kapitän zur See Hermann Knuth ermöglichte das Übersetzen der Reste der 15. Armee über die Schelde, wobei ohne weitere Verluste ca. 120.000 Mann und 700 Geschütze passieren konnten. Anschließend wurde das AOK getarnt in den Raum Aachen verlegt, um Truppen des PzAOK 5 zu übernehmen (Aachen hatte Ende Oktober 1944 kapituliert; danach kam der alliierte Vormarsch zunächst am Westwall zum Stehen).
Letzteres war zum Einsatz bei der Ardennenoffensive (ab 16. Dezember 1944) vorgesehen. Das als Ersatz in den Niederlanden aufgestellte AOK 25 trug aus Tarnungsgründen zunächst weiter die Bezeichnung 15. Armee. Von Mitte November bis Mitte Dezember 1944 kämpfte die Armee im Raum Aachen am Westwall. Danach hatte sie bis Ende Februar Stellungskämpfe an der Rur.
Nachdem die Alliierten die Operation Blackcock (Rur-Dreieck) und danach Operation Grenade (Rurüberquerung) erfolgreich beendet hatten, zog sich die 15. Armee zum Rhein zurück, wo sie als Teil der Heeresgruppe B im April 1945 im Ruhrkessel unterging.

## Einsätze
- Schutz der kontinentalen Küste des Ärmelkanals (siehe auch Atlantikwall) vor der Einnahme
- Operation Market Garden (17. bis 27. September 1944)
- Schlacht an der Scheldemündung (Niederlande) gegen die First Canadian Army vom 2. Oktober bis 8. November 1944
- Schlacht um das Rur-Dreieck (zwischen Roermond, Sittard und Heinsberg) (Operation Blackcock) vom 14. Januar bis 26. Januar 1945

## Oberbefehlshaber
- Generaloberst Curt Haase – 15. Januar bis 30. November 1942
- General der Panzertruppe Heinrich von Vietinghoff genannt Scheel – 1. Dezember 1942 bis 7. August 1943
- Generaloberst Hans von Salmuth – 8. August 1943 bis 24. August 1944
- General der Infanterie Gustav-Adolf von Zangen – 25. August 1944 bis 18. April 1945